# Meconopsis wumungensis
Meconopsis wumungensis är en vallmoväxtart som beskrevs av Kuo Mei Feng. Meconopsis wumungensis ingår i släktet bergvallmor, och familjen vallmoväxter. Inga underarter finns listade i Catalogue of Life.